# Eupithecia magica
Eupithecia magica es una especie de polilla de la familia Geometridae. La especie fue descrita por primera vez por Mironov y Galsworthy habiendo sido descrita en 2004, con distribución en la región del Himalaya chino. Es una polilla pequeña con una envergadura de unos 21 milímetros (0,8 plg). Las alas delanteras y traseras son de color blanco cremoso. A pesar de algunas diferencias muy específicas a nivel de la morfología genital, pertenece al grupo de especies E. innotata.